# Лобізм
Лобіювання, лобізм (англ. lobbying, lobbyism government relations, public affairs, public advocacy) — цілеспрямований легальний або нелегальний[джерело?] вплив на органи державної влади та місцевого самоврядування, а також на їх посадових осіб, спрямований на них від імені іншої особи, організації або групи. Мету лобіювання становить закріплення власних інтересів чи інтересів третіх осіб (клієнтів) в управлінських рішеннях, що ухвалюються.
Сутністю лобіювання є можливість легального впливу на державні інститути задля захисту власних інтересів чи інтересів третіх осіб під час ухвалення тих чи інших рішень. Завдяки лобіюванню відбувається конкуренція між різними групами інтересів за використання означеного права. Конкуренція, своєю чергою, підвищує рівень прозорості процесу ухвалення управлінських рішень та зменшує потенціал використання при цьому корупційних інструментів.
Німецькі дослідники лобіювання Т. Лейф та Р. Спет пропонують відійти від уявлення про те, що держава з її міністрами та усіма службовцями здійснюють загальне благо. Натомість, вважають за краще визнати реалії: держава є зосередженням інтересів різних груп, що сформувалися у суспільстві, якими й визначається зміст державної політики.

## Історія терміна
Вважається, що термін «лобі» походить від практики відвідувати депутатів у Центральному Вестибюлі Британського Парламенту (англ. Central Lobby). Перша згадка про лобіювання датована 1820 р. про намагання представників громадськості вплинути на прийняття рішення в Конгресі США. Англійською lobby означає «кулуари», «коридори».
За іншою версією, термін походить від різного роду активістів, які очікували президента США в кулуарах готелю, щоб намагатися вплинути на нього і таким чином посприяти прийняттю вигідного їм рішення. У 1946 р. у США був прийнятий спеціальний закон про лобізм і зараз цей феномен існує у всіх демократичних країнах. Нерідко лобісти мають свої контори при законодавчих органах. Легалізація цієї діяльності дозволяє зробити прозорими взаємини влади і бізнесу, щоб виборці могли бачити, чиї інтереси відстоює той або інший політик. Український вчений Володимир Нестерович звертає увагу, що вживання лексеми «лобізм» є не зовсім коректним та має негативний спадок з радянських часів. Справа у тому, що термін «лобі» проник до радянських джерел у 50-ті роки ХХ століття — у період активного становлення категоріально-понятійного апарату радянської науки на основі марксизмського вчення. Однією із основних його тенденцій була мода на так звані «ізми» — марксизм, комунізм, соціалізм і навіть «ідеологічно ворожі» капіталізм та імперіалізм. Тому іноземні слова, які вводилися до наукового обігу як правило адаптувалися із суфіксом «ізм». Такий алгоритм натуралізації іншомовних термінів був також застосований і до лобі, унаслідок чого утворилася категорія «лобізм».

### Регламентація лобізму в західних країнах
У різних країнах світу ця процедура регламентована по-різному. У якомусь розумінні зразковою є модель, що існує в США. Ще в 1946 році в Америці запрацював спеціальний закон (Federal Regulation of Lobbying Act), автори якого апелювали до прийнятої в 1789 році Першої поправки до Конституції США, що гарантує, зокрема, право громадян звертатися в офіційні органи з скаргами. За цим законом лобісти мають обов'язково реєструватися у секретаря Сенату і у клерка Палати Представників, повідомивши при цьому галузь своїх інтересів. Лобіст також зобов'язаний під присягою надати письмову заяву, в якій наводиться низка даних: найменування і адреса своєї установи; ім'я і адреса наймача; терміни найму; сума винагороди, що виплачується йому; мета і сума, виділена на витрати. До речі, закон не обмежує розмір коштів, які витрачаються на лобіювання, проте заборонено використовувати федеральні кошти. Крім того, лобіст чотири рази на рік повинен надавати відповідним органам свій фінансовий звіт.
Прикладів таких офіційних лобістів в США чимало. Серед них Торгова палата США, Національна асоціація виробників, Національна асоціація ріелтерів, американсько-ізраїльський комітет громадських зв'язків та ін. Взагалі ж, професійними лобістами вважаються ті, хто витрачає на цю діяльність не менше 20 % свого робочого часу, а штраф за порушення правил може досягати 50 тисяч доларів. У США були також зроблені спроби обмежити і закамуфльовані види підкупу. За законом 1995 року парламентарій має право отримати від однієї особи подарунків на суму не більше 100 доларів на рік, при цьому ціна одного предмету не повинна перевищувати 50 доларів. Гонорар же за публічний виступ не може перевищувати 2000 доларів.
У більшості інших західних країн спеціальних законів про лобізм немає, проте норми, що регулюють таку діяльність, інкорпоровані в низку законів. Наприклад, у ФРН вони присутні в прийнятих в 1972 році Кодексі поведінки члена Бундестагу і Положенні про реєстрацію союзів і їх представників при Бундестазі. Відповідно до цього Кодексу депутати можуть займатися за винагороду проблемами, що виносяться на обговорення комітетів парламенту. Але вони зобов'язані заздалегідь оголосити «про свою зацікавленість». Крім того, передбачено, що коли такий депутат заперечує факт своєї лобістської діяльності, то його доходи оподатковуються за вищою ставкою.

## Лобізм в Україні
За версією журналу «Український тиждень» (№ 566)) 6-13 лютого 2009 р.) найвидатнішими сучасними українськими лобістами є: Євген Сігал, Катерина Ващук, Сергій Терещук, Роман Ткач, Сергій Терьохін, Сергій Клюєв, Наталія Королевська, Валентин Ландик, Сергій Рижук, Таріел Васадзе, Дмитро Святаш, Микола Азаров, Станіслав Аржевітін, Василь Горбаль, Ірина Акімова, Юрій Сербін, Ігор Лисов, Володимир Поляченко, Олександр Гудима, Юрій Бойко, Микола Мартиненко.
Легалізувати лобізм в Україні так і не вдалось. Законопроєкти «Про лобіювання в Україні» та «Про правовий статус груп, об'єднаних спільними інтересами (лобістських груп) у Верховній Раді України», так і залишились не прийняті. В Україні існує Інститут професійного лобіювання та адвокасі, однак діяльність лобістів розгортається у «тіні» від громадськості та інших представників політикуму. Важливу роль у розвитку теорії українського лобіювання відіграв вітчизняний вчений Володимир Нестерович, який першим в Україні захистив кандидатську дисертацію з лобіювання зі спеціальності конституційне право (2008 р.), працював у складі Робочої групи Міністерства юстиції України з розробки Концепції проєкту Закону України «Про лобіювання» (2009 р.) та протягом 2009—2013 років опублікував цілу низку наукових праць з лобіювання, найбільш значущою серед яких стала монографія «Конституційно-правові засади інституту лобіювання: зарубіжний досвід та перспективи для України».

### Законопроєкти
Лобізм чи адвокація — це діяльність суб'єкта адвокаційної діяльності, що спрямована на підтримку прийняття, зміни або скасування законів чи інших нормативно-правових актів.
Цей процес у різному вигляді існує в усіх країнах світу. В окремих випадках як механізми регламентації громадської участі, в інших випадках — як частина механізму регулювання здійснення лобізму. В Україні дана сфера законодавчо не врегульована.
Разом з тим діяльність у сфері лобіювання постійно проводиться на всіх рівнях. Відсутність механізму її регулювання створює, з одного боку, незрозумілість прав та обов'язків процесу, а з іншого — позбавляє громадськість від можливості мати реальну інформацію щодо осіб, які виступають за прийняття певного акту, вчинення певних дій. Наявність такої інформації є важливою складовою політичного процесу, оскільки надає інформацію про причини дій посадовців та групи, які сприяють прийняттю конкретного рішення.
Президент України Володимир Зеленський підписав довгоочікуваний закон про лобіювання, офіційно відомий як законопроєкт № 10337

## Цивілізоване лобіювання
Цивілізований лобізм просуває інтереси окремих осіб чи організацій, що відповідають загальнонаціональним інтересам і мають велике значення для економіки всієї країни.

### Цивілізоване лобіювання характеризується
- опосередкуванням лобістського процесу. Це означає, що лобіювання здійснюють спеціальні структури — рухи, ліги, асоціації, союзи, діяльність яких оцінюється та контролюється громадськістю. Такі лобістські групи намагаються оприлюднити свої наміри з метою залучення на свій бік громадської думки.
- гласністю і прозорістю діяльності. Контроль за процесом лобіювання забезпечується доступом громадськості до відповідної інформації.
- конкуренцією між лобістськими групами, що дозволяє їм контролювати одна одну, апелюючи в разі необхідності до ЗМІ та громадськості.